# Filips III van Baden-Rodemachern
Filips III van Baden-Rodemachern (Rodemachern, 15 augustus 1567 - kasteel Hochburg, Emmendingen, 6 november 1620) was van 1588 tot 1620 markgraaf van Baden-Rodemachern. Hij behoorde tot het huis Baden.

## Levensloop
Filips III was de tweede zoon van markgraaf Christoffel II van Baden-Rodemachern en Cecilia van Zweden, dochter van koning Gustaaf I van Zweden.
Nadat zijn broer Eduard Fortunatus in 1588 markgraaf van Baden-Baden werd, volgde Filips hem op als markgraaf van Baden-Rodemachern. Hij nam zijn residentie in het kasteel Ettlingen. 
In 1605 stelde Filips een leger samen dat het markgraafschap Baden-Baden moest bevrijden, dat al sinds 1594 bezet was door het markgraafschap Baden-Durlach. De poging mislukte en Filips werd door zijn neef George Frederik gevangengenomen. Vervolgens werd Filips in het kasteel Durlach en daarna in het kasteel Hochburg gevangengehouden. In dat laatste kasteel stierf hij in 1620, ongehuwd en kinderloos. Herman Fortunatus, de tweede zoon van zijn broer Eduard Fortunatus, volgde hem op als markgraaf.